# هاني القط
هاني عبد الرحمن عبد المقصود القط ويشتهر هاني القط (مواليد 11 نوفمبر 1975 في شبين الكوم، المنوفية، مصر) هو كاتب مصري، وهو عضو اتحاد كتاب مصر. صدر له عدة أعمال روائية وقصصية، كما كتب السيناريو لثلاثة أفلام تسجيلية هي: الفواخرية" و"العازف" و"ظل النخيل".

## دراسته
تخرج من كلية العلوم والتربية بجامعة الاسكندرية عام 1997، وحصل على دراسات عليا في التربية.

## مؤلفاته
- «لاشيء في المدى» (مجموعة قصصية)، 2001
- «سماء قريبة» (مجموعة قصصية)، 2008[2]
- «سيرة الزوال» (رواية)، 2009[3]
- «مدن الانتظار» (مجموعة قصصية)، 2010
- «تحت سماء الله» (قصص للأطفال)، 2014
- «رايات الموتى» (رواية)، 2016[4]
- «العازف» مجموعة قصصية)، 2019[5]

## جوائز
- جائزة قطر لأدب الطفل عن مسرحية العربة الزمنية
- جائزة الثقافة الجماهيرية في القصة، 2008
- جائزة الشارقة للإبداع العربي في الرواية، 2009
- جائزة الثقافة الجماهيرية في الرواية، 2010
- جائزة مؤسسة أخبار اليوم في القصة القصيرة، 2010
- جائزة دبي الثقافية في القصة القصيرة، 2015[6][7]
- جائزة الشارقة للإبداع العربي في قصص الأطفال، 2014[8][9]
- جائزة الكويت لمسرح الطفل، 2016
- جائزة ساقية الصاوى في القصة (عدة دورات)
- جائزة ساقية الصاوي في المسرح